# Papua Ny Guinea ved OL
Papua Ny Guinea deltog første gang i olympiske lege under Sommer-OL 1976 i Montréal. De har siden deltaget i alle efterfølgende sommerlege unntatt Sommer-OL 1980 i Moskva som de boykottede. De har aldrig deltaget i vinterlege. Papua Ny Guinea har aldrig vundet nogen medalje.

## Medaljeoversigt
| Papua Ny Guineas medaljer under de olympiske sommerlege | Papua Ny Guineas medaljer under de olympiske sommerlege | Papua Ny Guineas medaljer under de olympiske sommerlege | Papua Ny Guineas medaljer under de olympiske sommerlege | Papua Ny Guineas medaljer under de olympiske sommerlege | Papua Ny Guineas medaljer under de olympiske sommerlege |
| ------------------------------------------------------- | ------------------------------------------------------- | ------------------------------------------------------- | ------------------------------------------------------- | ------------------------------------------------------- | ------------------------------------------------------- |
| Lege                                                    | Guld                                                    | Sølv                                                    | Bronze                                                  | Totalt                                                  | Rang                                                    |
| 1976 Montréal                                           | 0                                                       | 0                                                       | 0                                                       | 0                                                       | –                                                       |
| 1980 Moskva                                             | Deltog ikke                                             | Deltog ikke                                             | Deltog ikke                                             | Deltog ikke                                             | Deltog ikke                                             |
| 1984 Los Angeles                                        | 0                                                       | 0                                                       | 0                                                       | 0                                                       | –                                                       |
| 1988 Seoul                                              | 0                                                       | 0                                                       | 0                                                       | 0                                                       | –                                                       |
| 1992 Barcelona                                          | 0                                                       | 0                                                       | 0                                                       | 0                                                       | –                                                       |
| 1996 Atlanta                                            | 0                                                       | 0                                                       | 0                                                       | 0                                                       | –                                                       |
| 2000 Sydney                                             | 0                                                       | 0                                                       | 0                                                       | 0                                                       | –                                                       |
| 2004 Athen                                              | 0                                                       | 0                                                       | 0                                                       | 0                                                       | –                                                       |
| 2008 Beijing                                            | 0                                                       | 0                                                       | 0                                                       | 0                                                       | –                                                       |
| 2012 London                                             | 0                                                       | 0                                                       | 0                                                       | 0                                                       | –                                                       |
| 2016 Rio de Janeiro                                     | 0                                                       | 0                                                       | 0                                                       | 0                                                       | –                                                       |
| 2020 Tokyo                                              | 0                                                       | 0                                                       | 0                                                       | 0                                                       | –                                                       |
| Totalt                                                  | 0                                                       | 0                                                       | 0                                                       | 0                                                       |                                                         |